# Mallinella shahu
Mallinella shahu — вид павуків родини Zodariidae. Описаний у 2023 році.

## Поширення
Ендемік Китаю. Спершу виявлений у містах Цзянь і Ганьчжоу у провінції Цзянсі на півдні країни. Згідно з подальшими польовими дослідженнями, цей вид має широке поширення в цій провінції.